# 無間特攻系列
無間特攻（英語：Army of Two）是美商藝電于PlayStation 3與Xbox 360等新世代主機在2008年推出的第三人稱動作射擊遊戲，系列以「雙人合作」為主題，且能夠自由更改武器配件。遊戲以伊拉克、尼泊爾、阿富汗等戰區為主題，在遊戲中玩家還可以與美國海軍的航空母艦進行作戰。在遊戲中玩家可以單人作戰，也可與另一玩家合作完成遊戲，在遊戲中玩家的目的是鎮壓威脅全世界的政治騷動及陰謀。而且在系列第二作中，玩家將跟隨著前一代主角一同踏入遭到恐怖攻擊的中國上海市區，此系列遊戲非常著重於雙人合作來闖關，遊戲除了Back to Back雙人動作外，在二代中還加入了新的詐降的戰術。
其系列作目前一共有推出兩款，以及開發中一款，初代為2008年3月4日推出的《無間特攻》，第二代系列作為2010年1月2日推出的《無間特攻：第40天》，第三代系列作為在2013年3月發售的《無間特攻：The Devil's Cartel》。

## 系列作

### 無間特攻
《無間特攻》是系列中的首款作品，此遊戲於2008年3月4日正式上市（台灣代理商為台灣美商藝電公司），此遊戲主要在講述兩名由私人軍事企業所雇用的兩名傭兵—里歐斯（Rios）撒冷（Salem）在世界各地承接公司委託任務的故事。

### 無間特攻：第40天
《無間特攻：第40天》於2010年1月2日上市（台灣代理為台灣美商藝電公司）延續前作無間特攻的劇情，在前作結束時兩位主角里歐斯（Rios）撒冷（Salem）認為除去政治因素的箝制、能夠做更多的好事。因此，他們兩人決定組織了自己的私人傭兵公司，並開始在世界各地自由接案執行任務，然而在一次前往中國上海執行的任務中，卻意外捲入了一場精心籌畫的叛亂之中。比「911恐怖攻擊」更加殘忍事由一位名叫「約拿」（Jonah）的神秘人物所策畫，並且約拿還領導了一個「40日先導組織」的恐怖組織進駐上海，這個組織是由一群精銳士兵組成的神祕軍隊。在一夕之間強勢進駐上海市使得眾人一時間無法反應，並以強大的飛彈攻擊試圖將整座上海市給剷平，並在此地重建他理想中的新帝國。

### 無間特攻：The Devil's Cartel
《無間特攻:The Devil's Cartel》為此系列作睽違多年後重啟系列的第一款作品，並且此遊戲由原本的美商藝電蒙特婁工作室轉交給先前開發驚悚名作——《絕命異次元》（Dead Space）與動作遊戲《但丁的地獄之旅》（Dante's Inferno）的製作團隊VISCERAL Games來開發，預計於西元2013年3月推出。

## 外部連結
- （英文）官方网站
- （英文） 美商藝電官網 （页面存档备份，存于）
- （中文） 美商藝電Origin商店 （页面存档备份，存于）